# Cee Lo Green
Cee Lo Green o CeeLo Green, pseudonimo di Thomas DeCarlo Callaway (nato Thomas DeCarlo Burton; Atlanta, 30 maggio 1975), è un cantautore, rapper e produttore discografico statunitense.
Musicista funk/soul/hip hop/R&B, è meglio conosciuto come ex membro dei Goodie Mob e dal 2005 come componente del duo Gnarls Barkley.
Tra i suoi successi ci sono anche i singoli Closet Freak (2002), I'll Be Around (2003), con produzione e partecipazione di Timbaland, ma soprattutto Crazy (2006) e Fuck You! (2010).

## Biografia
Thomas muove i primi passi musicali nel 1993 entrando nel collettivo Dungeon Family, collaboratori e coristi degli OutKast, in cui si distingue per le rime e per i ritornelli che nei Goodie Mob ne decreteranno il successo.
I Goodie Mob esordiscono con l'album Soul Food nel 1995 diventando la rivelazione della zona di Atlanta ed in generale della new school dell'hip hop del sud. Dopo la fortunata partecipazione ai successi dei Goodie, Cee Lo abbandona il gruppo nel 2000 per intraprendere una carriera solista, firmando un contratto con l'Arista Records.
L'etichetta porta avanti un progetto che punta alla commistione dei generi amati da Cee Lo, di pari passo va sviluppandosi in generale un movimento neosoul che vede i suoi esponenti di spicco in Macy Gray, Alicia Keys e Jill Scott. L'Arista, punta sul talento di Cee Lo approvando la realizzazione dell'album di debutto Perfect Imperfections, vede la luce nel 2002: si tratta di un disco totalmente nuovo per le orecchie degli ascoltatori da classifica ed in generale per gli amanti dell'hip hop, lo stile vario e per certi versi colorato ne fa un pezzo unico. Rap e canto vero e proprio si alternano su musiche jazz e beats hip hop più ortodossi, le influenze con il Dirty South nei testi sono ridotte: niente argomenti quali donne, gioielli o macchine, ma temi come la sua vita, delle sue esperienze. L'album, seppure innovativo, non ha alti indici di vendita.
Cee Lo poi collabora con Trick Daddy per il brano Gone With The Wind, segue un silenzio dedicato al lavoro sul suo successivo album: Cee Lo Green Is The Soul Machine che lo porta ad essere giudicato come uno dei migliori artisti dell'anno, grazie ad un suono sciolto, melodie semplici e maggiormente ballabili, ed anche a collaborazioni robuste quali Timbaland, Jazze Pha, i Neptunes, Ludacris, DJ Premier dei Gang Starr, T.I.. Lo stesso Cee Lo è nella batteria dei producer del disco, creando le basi per alcuni pezzi.
Il suo successo come autore musicale e beatmaker include anche la hit Don't Cha del 2005, registrata da The Pussycat Dolls e Busta Rhymes.
Il successo internazionale avviene nel 2006 in coppia con il produttore Danger Mouse insieme al quale fonda il duo Gnarls Barkley e lancia la hit Crazy, contenuta nell'album St. Elsewhere.
Il progetto Gnarls Barkley dura fino al 2010, anno in cui il duo sceglie di prendersi una pausa.
Sul lato dei riconoscimenti, Cee Lo ha ricevuto lodevoli critiche da Entertainment Weekly, Vibe, Time, Rolling Stone, XXL, è apparso all'interno dei 10 Best Debuts di Rolling Stone e nell'edizione 2002 di Hilburn's Freshman, uscita nel Los Angeles Times. Cee Lo si è aggiudicato una nomination per Best Urban/Alternative Performance con il brano Getting Grown ed è entrato nella top 10 di Shortlist Music Prize.

## Discografia

### Da solista
Album in studio
- 2002 - Cee-Lo Green and His Perfect Imperfections
- 2004 - Cee Lo Green... Is the Soul Machine
- 2010 - The Lady Killer
- 2012 - Cee Lo's Magic Moment
- 2015 - Heart Blanche

Raccolte
- 2006 - Closet Freak: The Best of Cee-Lo Green the Soul Machine

Singoli
- 2002 - Closet Freak
- 2002 - Gettin' Grown
- 2004 - I'll Be Around
- 2004 - The One
- 2005 - Happy Hour (feat. Jazze Pha)
- 2009 - Open Happiness (feat. Patrick Stump, Brendon Urie, Travie McCoy, Janelle Monáe)
- 2010 - Fuck You!
- 2010 - It's OK
- 2011 - Fool for You (feat. Melanie Fiona)
- 2011 - Bright Lights, Bigger City
- 2011 - I Want You (Hold On to Love)
- 2011 - Cry Baby
- 2011 - Anyway
- 2013 - Only You (feat. Lauriana Mae)

### Con i Gnarls Barkley
- 2006 - St. Elsewhere
- 2008 - The Odd Couple

### Con i Goodie Mob
- 1995 - Soul Food
- 1998 - Still Standing
- 1999 - World Party

## Featuring

### OutKast
- Call Of Da Wild con T-Mo e Khujo
- Git Up, Git Out con Big Gipp
- Liberation con Erykah Badu e Big Rube
- Reset con Khujo
- Slum Beautiful
- Wailin'
- In Due Time

### Eminem
- "The king and I" Con Eminem

### Common
- A Song For Assata
- Between Me, You, & Liberation
- G.O.D. (Gaining One's Definition)
- Heaven Somewhere con Omar, Bilal, Jill Scott, Mary J. Blige, Erykah Badu, e Lonnie "Pops" Lynn

### Trick Daddy
- In Da Wind
- Sugar (Gimme Some) con Ludacris
- Sugar (Remix) con Ludacris e Lil' Kim

## Filmografia

### Cinema
- Mystery Men, regia di Kinka Usher (1999)
- Sparkle - La luce del successo (Sparkle), regia di Salim Akil (2012)
- Tutto può cambiare (Begin Again), regia di John Carney (2013)

### Televisione
- Parenthood – serie TV, episodio 3x06 (2011)
- How to Rock – serie TV, episodio 1x16 (2012)
- Anger Management – serie TV, episodio 2x08 (2013)

### Doppiatore
- The Brak Show – serie animata, episodio 2x05 (2002)
- Robot Chicken – serie animata, episodio 3x02 (2007)
- Class of 3000 – serie animata, episodio 2x08 (2007)
- The Boondocks – serie animata, episodi 2x11 e 2x14 (2008)
- American Dad! – serie animata, episodio 7x01 (2011)
- Hotel Transylvania, regia di Genndy Tartakovsky (2012)
- Teen Titans Go! – serie animata, 3 episodi (2017)
- La famiglia Proud: più forte e orgogliosa (The Proud Family: Louder and Prouder) – serie animata (2021-in corso)

## Doppiatori italiani
Nelle versioni in italiano dei suoi lavori, Cee Lo Green è stato doppiato da:
- Luigi Ferraro in Tutto può cambiare

Da doppiatore è sostituito da:
- Roberto Stocchi in The Boondocks
- Luigi Ferraro in Hotel Transylvania
- Stefano Crescentini ne La famiglia Proud: più forte e orgogliosa